# تيموثي براونينج
تيموثي براونينج (بالإنجليزية: Timothy Browning)‏ هو رياضياتي بريطاني، ولد في 28 فبراير 1976 في كينغستون ‏ في المملكة المتحدة.